# داک پامس
جروم سولون فلدر (به انگلیسی: Jerome Solon Felder) مشهور به داک پامِس (انگلیسی: Doc Pomus; ۲۷ ژوئن ۱۹۲۵ – ۱۴ مارس ۱۹۹۱) خواننده و ترانه‌سرای بلوز اهل ایالات متحده آمریکا بود. بسیاری از ترانه‌های پرطرفدار راک اند رول سرودهٔ اوست. نامش در سال ۱۹۹۲ به عنوان هنرمندی غیراجراگر به تالار مشاهیر راک اند رول و تالار مشاهیر ترانه‌سرایان، و همچنین در سال ۲۰۱۲ به تالار مشاهیر بلوز راه یافت.